# 炸馬鈴薯

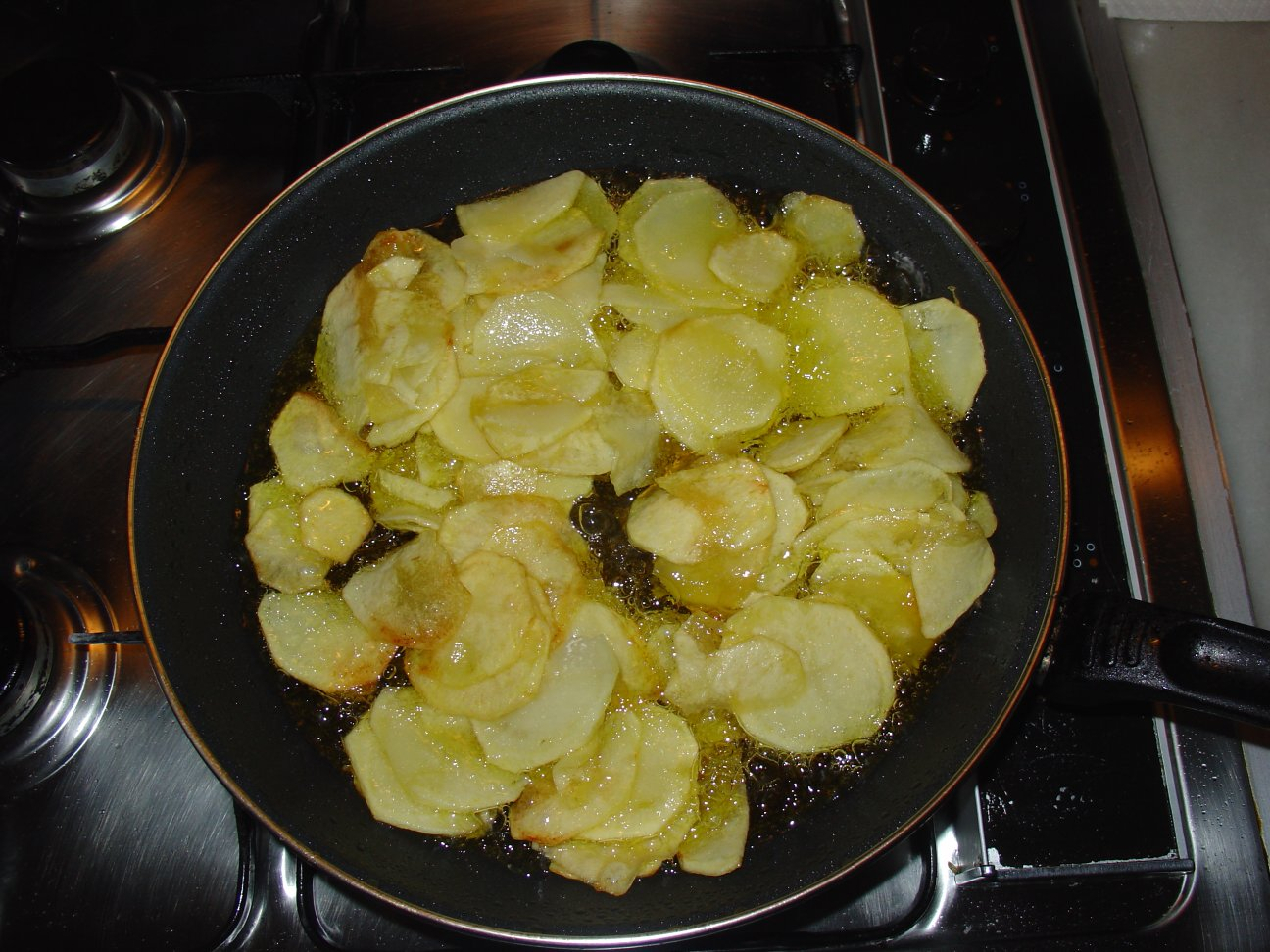
於煎鍋內的炸馬鈴薯

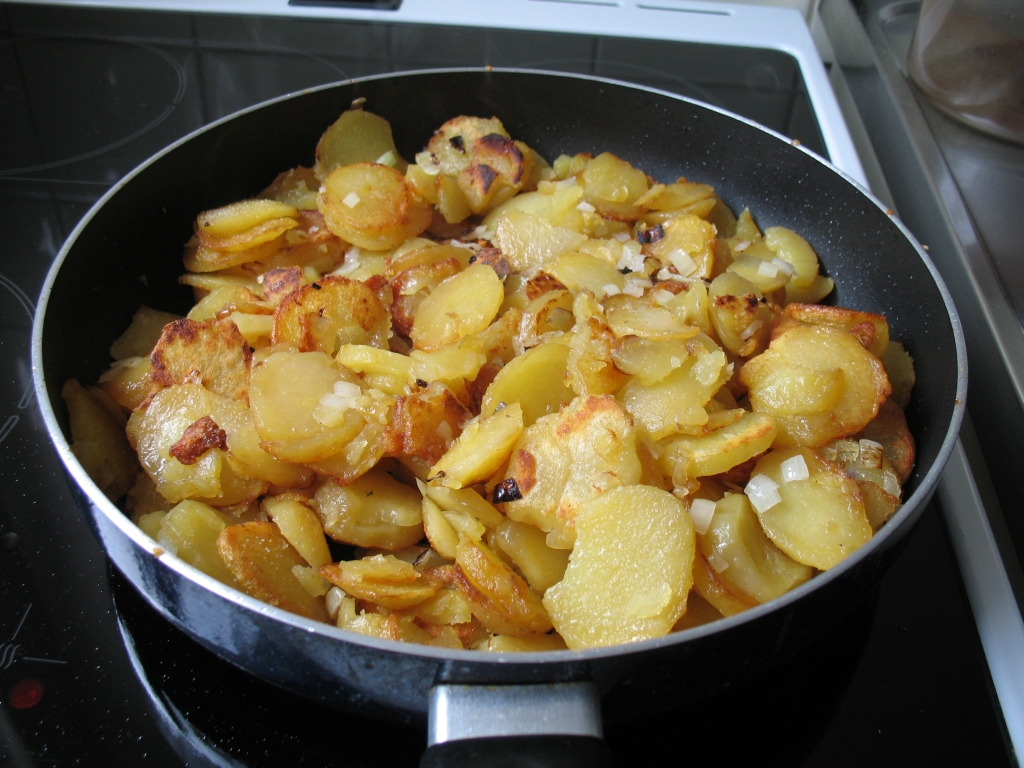
與洋蔥一同煎煮的德国煎土豆

炸馬鈴薯是指以食用油煎或炸馬鈴薯的烹調方式。通常會加入食盐或其他調味料。炸馬鈴薯通常做為小菜或零食食用。

## 健康影響
意大利帕多瓦國家研究委員會的一項研究指出，食用炸馬鈴薯會對壽命長短產生影響。該研究顯示，由於炸馬鈴薯含有反式脂肪，因此每週食用兩次以上反式脂肪烹製的油炸食物，會使早亡的風險增加一倍。然而，這種影響可能是由肥胖、運動量低或高鹽分攝取等其他因素引起的，經常食用炸馬鈴薯的人經常有著這些因素，壽命長短不一定與食用炸馬鈴薯完全相關。食用炸馬鈴薯的另一個隱憂是，澱粉類食物在高溫油炸時可能產生丙烯酰胺而致癌。

## 炸馬鈴薯料理
- 馬鈴薯條[4]
- 德国煎土豆
- 馬鈴薯片
- 瑞士薯餅：一種瑞士料理。
- 馬鈴薯饼：磨碎的馬鈴薯、雞蛋和麵粉製成的煎餅，通常使用大蒜或洋蔥調味。
- Hash browns（英语：Hash browns）：油炸磨碎或切碎的馬鈴薯料理。
- Home fries（英语：Home fries）：一種帶皮烹煮的馬鈴薯料理。
- Lyonnaise potatoes（英语：Lyonnaise potatoes）：油炸馬鈴薯佐洋蔥、奶油和香菜。
- Papa rellena（英语：Papa rellena）：一種拉丁美洲菜餚，在烘烤過的馬鈴薯麵團中加入各式餡料。
- Patatas bravas（英语：Patatas bravas）：一種西班牙菜餚，油炸馬鈴薯塊，再以辣番茄醬或蒜泥蛋黃醬等調味汁燉煮。
- Potato waffle（英语：Potato waffle）：油炸或烘烤的馬鈴薯料理
- Potatoes O'Brien（英语：Potatoes O'Brien）：油煎的馬鈴薯料理，佐以彩色甜椒
- Boxty（英语：Boxty）：一種愛爾蘭傳統的馬鈴薯餅